# AVSI

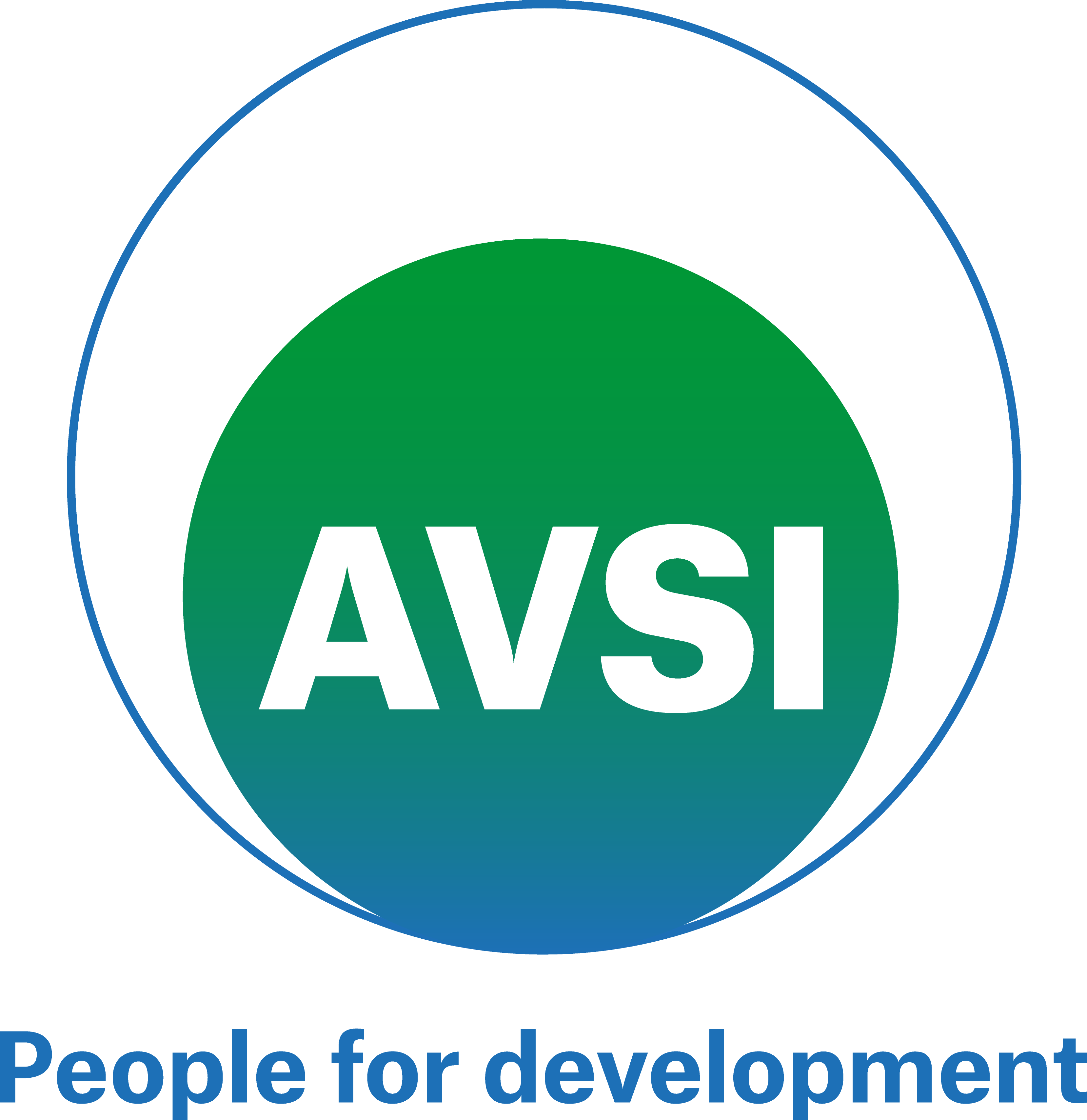

AVSI (The Association of Volunteers in International Service) ist eine 1972 von Comunione e Liberazione gegründete gemeinnützige Nichtregierungsorganisation (NGO) mit Sitz in Mailand. Zweck der Organisation sind Aktivitäten in der internationalen Entwicklungszusammenarbeit. Sie stützt sich auf die Soziallehre der Katholischen Kirche.
Präsident der Organisation ist seit 2013 Alberto Piatti, der zuvor von 1999 bis 2011 Vizepräsident des italienischen Comunione-e-Liberazione-Wirtschaftsverbandes Compagna delle Opere war.
Heute ist AVSI in 37 Ländern in Afrika, Lateinamerika, im Nahen Osten und in Osteuropa tätig.
AVSI wurde von der italienischen Regierung für internationale Adoptionen zertifiziert.
AVSI finanziert sich über Spenden aus dem italienischen Außenministerium, der Europäischen Union sowie aus USAID, FAO, UNICEF und Weltbank.